# Kiribati
Kiribati (IPA: [ˈkiːrɨbæs], Nederlandse uitspr.: [kiriˈbas]), officieel de Republiek Kiribati (Kiribatisch: Ribaberiki Kiribati, Engels: Republic of Kiribati), is een eilandrepubliek in Oceanië. Het land ligt in de Grote Oceaan en is onderdeel van de regio's Micronesië (Gilberteilanden) en Polynesië (Phoenix- en Line-eilanden). Kiribati bestaat voor het overgrote deel uit drie uitgestrekte eilandengroepen, van het westen naar het oosten zijn dat de Gilberteilanden, de Phoenixeilanden en de meeste van de Line-eilanden. Westelijk van de Gilberteilanden ligt daarnaast nog het eiland Banaba.
Van de Line-eilanden behoren Jarvis, het Kingmanrif en het Palmyra-atol niet tot Kiribati maar tot de Verenigde Staten. De eilanden van Kiribati zijn zelf in totaal slechts 717 km² groot maar liggen verspreid over een stuk oceaan ter grootte van 5 miljoen km².
De hoofdstad van Kiribati is Tarawa, dat in strikt geografische zin geen stad is, maar een hele atol, met diverse al dan niet met elkaar vergroeide nederzettingen. Zuid-Tarawa, waar de regeringsgebouwen zich bevinden, is wel de grootste en eigenlijk enige stad van het land.

## Naam
De naam Kiribati is afkomstig van de Kiribatische uitspraak van de Engelse benaming Gilberts ('Gilberteilanden'), waarop veruit de meeste mensen wonen. De naam 'Gilberteilanden' werd in 1820 geïntroduceerd, toen de Baltisch Duitse admiraal Adam Johann von Krusenstern die eilanden noemde naar Thomas Gilbert, die ze in 1788 had bezocht.

## Geschiedenis

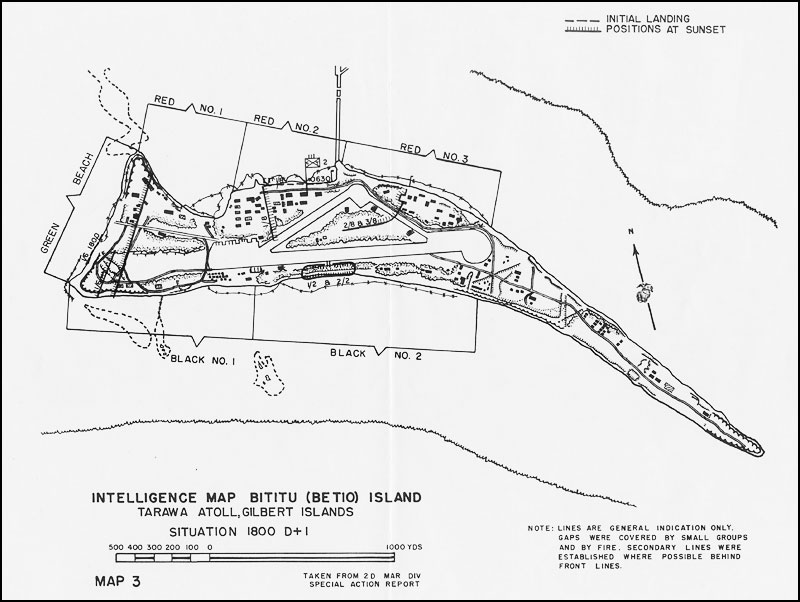
Militaire kaart van Betio (in het atol Tarawa), waar de Slag om Tarawa tijdens de Tweede Wereldoorlog werd uitgevochten.

In de 17e eeuw deden de Europeanen de Gilberteilanden voor het eerst aan. Thomas Gilbert (naar wie het land werd vernoemd) bezocht de eilanden in 1788, op reis van Australië naar China. Rond 1800 vestigden zich (slaven)handelaren op de eilanden. De Gilberteilanden werden in 1892 samen met de Ellice-eilanden, het tegenwoordige Tuvalu, tot Brits protectoraat verklaard. De omliggende eilanden werden tussen 1892 en 1916 gekoloniseerd door de Britten.
Tijdens de Tweede Wereldoorlog werden de Gilberteilanden door de Japanners op 10 december 1941 bezet. Amerikaanse mariniers van het US Marine Corps landden in november 1943 op het Tarawa-atol, en vochten er tussen 20 en 23 november de bloedige Slag om Tarawa bij het westelijke eiland Betio, die eindigde in een Japanse nederlaag. Tegelijkertijd werd op het Makin-atol de Slag om Makin ook beslist in het voordeel van de Amerikanen. Op enkele eilanden van de Line-eilanden werden na de oorlog atoomproeven uitgevoerd door Britten en Amerikanen.
In januari 1972 kregen de eilanden beperkt zelfbestuur onder regeringsleider Reuben K. Uatioa. In 1974 werd Naboua Ratieta premier. In 1975 werden de Ellice-eilanden van de Gilberteilanden afgescheiden en werden een onafhankelijk land onder de naam Tuvalu, 'acht eilanden'. In 1977 kregen de Gilberteilanden autonomie, vanaf 1978 onder de 27-jarige premier Ieremia Tabai van de Nationale Vooruitgangspartij (NPP).
Op 10 juli 1979 werd Tabai de eerste president van Kiribati. Op 12 juli werd het land een onafhankelijke republiek binnen het Britse Gemenebest. Tot 1991 bleef Tabai president. Hij werd in dat jaar opgevolgd door Teatao Teannaki, eveneens van de NPP. Teannaki leed een enorme verkiezingsnederlaag in 1994 en werd opgevolgd door Teburoro Tito van de Christendemocratische Partij (CDP), die later met de NPP fuseerde tot de Maneaban Te Mauri. In maart 2003, amper een maand na zijn herverkiezing, moest Tito aftreden nadat het parlement een motie van wantrouwen had aangenomen. Op 10 juli 2003 werd Anote Tong president. Na een ambtstermijn van dertien jaar werd hij in maart 2016 opgevolgd door Taaneti Mamau.

## Geografie
Kiribati bestaat uit drie archipels:
- Gilberteilanden (16 atollen): circa 1500 kilometer ten noorden van Fiji: Abaiang, Abemama, Aranuka, Arorae, Beru, Butaritari, Kuria, Little Makin, Maiana, Marakei, Nikunau, Nonouti, Onotoa, Tabiteuea, Tamana, Tarawa
- Phoenixeilanden (8 atollen, circa 1800 kilometer ten oosten van de Gilberteilanden): Birnie, Enderbury, Kanton, Manra, Nikumaroro, Orona, Rawaki, Winslow Reef
- Een deel van de Line-eilanden (9 atollen, circa 3300 kilometer ten oosten van de Gilberteilanden): Millennium (Caroline), Filippo-rif, Flint, Kiritimati, Malden, Starbuck, Tabuaeran, Teraina, Vostok.

Daarnaast is er nog het eveneens bewoonde fosfaateiland Banaba dat ten westen van de Gilberteilanden ligt. Op Banaba is het hoogste punt van het land gelegen (81 meter boven de zeespiegel).
Tot 1995 werd Kiribati in tweeën gesneden door de internationale datumgrens, maar uit praktisch oogpunt is gekozen geheel Kiribati de datum ten westen van de grens te geven. Hierdoor is de datumgrens ongeveer 3000 kilometer verschoven. Op basis van die verschuiving werden de Line Islands in Kiribati het eerste gebied dat het nieuwe jaar ingaat, inclusief het jaar 2000. Om die reden werd Caroline Island in 1997 omgedoopt tot Millenniumeiland. 
Kiribati ligt als enige land ter wereld, zowel op het noordelijke, zuidelijke, oostelijke als westelijke halfrond.

## Klimaatverandering
De atollen van Kiribati zijn zeer laaggelegen. Volgens verschillende wetenschappelijke onderzoeken zal Kiribati het eerste land ter wereld worden dat als gevolg van klimaatverandering en de stijgende zeespiegel volledig zal verdwijnen. De verwachting is dat Kiribati in het jaar 2100 volledig onder water zal staan en al lang daarvoor onbewoonbaar zal zijn. De president van Kiribati heeft onder andere in The New York Times zijn bevolking opgeroepen om Kiribati te verlaten voor het te laat is. Hij heeft Nieuw-Zeeland opgeroepen om alle inwoners te bestempelen als vluchtelingen, iets dat Nieuw-Zeeland tot op heden heeft geweigerd.

## Staatsinrichting
Kiribati is lid van het Gemenebest van Naties. Het is een presidentiële republiek met grote uitvoerende bevoegdheden voor de president (Beretitenti). Het parlement bestaat uit één kamer die 39 leden telt. Ieder afzonderlijk (bewoond) eiland heeft een eilandraad met aan het hoofd een voorzitter.
Sinds 1999 heeft Kiribati een zetel in de Verenigde Naties.

### Politieke partijen
Kiribati kent twee grote politieke partijen:
- De Pilaren van de Waarheid (Boutokaan Te Koaua, BTK)
- Maneaban Te Mauri ('bescherm de maneaba', MTM)

## Bestuurlijke indeling
Ieder bewoond eiland heeft zijn eilandraad (island council). Twee atollen hebben meer eilandraden, Tarawa heeft er drie en Tabiteuea twee. In totaal zijn er 24 raden.
Banaba Island
1. Banaba

Tarawa Island
1. Betio (Tarawa)
2. South Tarawa (Tarawa)
3. North Tarawa (Tarawa)

North Gilbert Islands
1. Makin
2. Butaritari
3. Marakei
4. Abaiang

Central Gilbert Islands
1. Maiana
2. Abemama
3. Kuria
4. Aranuka

South Gilbert Islands
1. Nonouti
2. North Tabiteuea (Tabiteuea)
3. South Tabiteuea (Tabiteuea)
4. Beru
5. Nikunau
6. Onotoa
7. Tamana
8. Arorae

Phoenix Islands
1. Kanton

Line Islands
1. Kiritimati
2. Tabuaeran
3. Teraina

## Bevolking
De volgende tabel is ontleend aan gegevens van de Verenigde Naties:
| jaar | bevolking |
| ---- | --------- |
| 1950 | 37.846    |
| 1960 | 47.157    |
| 1970 | 57.510    |
| 1980 | 61.148    |
| 1990 | 74.855    |
| 2000 | 88.613    |
| 2010 | 108.704   |
| 2020 | 126.099   |
| 2021 | 128.377   |
| 2022 | 130.469   |
| 2023 | 132.531   |
| 2024 | 134.518   |

Circa 80% van de bevolking bestaat uit Micronesiërs, voorts zijn er Polynesiërs, Europeanen en Chinezen. Ruim 90% van bevolking woont op de Gilberteilanden. Het Kiribatisch, een Austronesische taal, is samen met het Engels de officiële taal. Meer dan de helft van de inwoners zijn jonger dan 20 jaar. Er is een toenemende mate van verstedelijking: handelszaken, verharde wegen, comfort, tewerkstelling veroorzaken geconcentreerde bewoning.

## Godsdienst
97% van de bevolking is christen, waarvan 55% rooms-katholiek en 42% protestants.

## Onderwijs en medische voorzieningen
Onderwijs in Kiribati is verplicht voor kinderen tussen de zes en veertien jaar.
Ieder bewoond eiland heeft een medisch centrum.

## Sport
In 2004 nam Kiribati voor het eerst deel aan de Olympische Zomerspelen. Tijdens de Gemenebestspelen 2014 behaalde gewichtheffer David Katoatau goud in de gewichtsklasse tot 105 kg. Hij is de eerste sporter in de geschiedenis van Kiribati die een gouden medaille weet te winnen tijdens een groot sportevenement.